# Дунаївський замок
Дунаївський замок — загублений замок, збудований у 1420 році римо-католицьким галицьким єпископом Яном Жешовським. Місце, де архієпископ Вацлав Ієронім Сераковський був інтернований протягом кількох років австрійською владою.

## Історія
З 1451 року це була резиденція Григорія Сяноцького. У 1476 році замок витримав значну облогу турків.
Протягом кількох років австрійський уряд інтернував архієпископа Вацлава Ієроніма Сераковського разом з усією львівською капітулою в Дунаївському замку. Останній наказав побудувати флігель для розміщення каноніків, який проіснував до кінця ХІХ століття. Єпископ також відреставрував інтер'єр будівлі замку, щоб «зробити його придатним для проживання князя церкви». Розписи та фрески на стінах і стелях першого поверху збереглися до кінця ХІХ століття. Заслуга у збереженні замку в хорошому стані належить Віталісу Пшисецькому, який також врятував від знищення старі документи в замковій бібліотеці.
Будівля, що належала архієпископству, не часто відвідувалася її власниками оскільки вона знаходилася у віддаленому від Львова місці, важкодоступному через кілометрову відстань від автомагістралі. Єпископи мали ближче, чудове та комфортне місце для проведення вільного часу, а саме палац в Оброшині поблизу Городка.

## Архітектура
Оборонний замок був квадратною спорудою з одноповерховим житловим будинком, досить довгим і вузьким, з двома крилами, що тягнулися до внутрішнього двору. Замок був оточений з трьох боків водою з прилеглих широких і заболочених ставків. Стіни з цих боків були тонкими і побудовані радше як бар'єр проти підйому весняних вод, які могли затопити внутрішній двір замку під час весняної відлиги, ніж для оборони. Ширина ставків була настільки значною, що навіть гарматні снаряди, випущені з берега ставка, не досягали стін замку. Вхід до замку був зі східного боку і був захищений валом і ровом. З цього боку замок прилягав до міста, яке було укріплене двома валами і двома ровами. Сліди стін, валів і ровів збереглися до кінця ХІХ століття.